# Beattock
 (septembre 2023).
Beattock est un village situé dans le Dumfries and Galloway, en Écosse.